# Вестлок (Алберта)
Вестлок (енгл. Westlock) је варош у централном делу канадске провинције Алберта и део је статистичке регије Централна Алберта. Налази се на 85 км северно од административног центра провинције Едмонтона на раскрсници локалних ауто-путева 18 и 44. 
Насеље је на данашњем локалитету основано 1913. и име је добило по двојици власника земљишта (Вилијам Вестгејт и Вилијам Локарт). Насеље је 1916. добило статус службеног села и тада је у њему живело свега 65 становника. Године 1947. инкорпориран је у варошицу са 854 становника. 

Према резултатима пописа становништва из 2011. у варошици је живело 4.823 становника у 2.212 домаћинстава, 
што је за 3,7% мање у односу на попис из 2006. када је регистровано 5.008 житеља.
Привреда углавном почива на пољопривредној производњи, а постоје и скромнија налазишта нафте и земног гаса. Насеље служи као важан центар трговине житарицама, а постоји и велика творница цемента која је у власништву француске компаније Лафарж (Lafarge).

## Становништво
| 1996. | 2001. | 2006. | 2011. | 2016. |
| ----- | ----- | ----- | ----- | ----- |
| 4.817 | 4.819 | 5.008 | 4.823 | 5.101 |